# Missionari dei poveri
I Missionari dei Poveri (in latino Missionarii Pauperum) sono un istituto religioso maschile di diritto pontificio; i membri di questa congregazione laicale pospongono al loro nome la sigla M.O.P.

## Storia
La congregazione fu fondata il 19 luglio 1981; l'istituto ricevette l'approvazione pontificia l'8 dicembre 2014.

## Attività e diffusione
Lo scopo dell'istituto è servire Cristo nei più poveri mediante vita di preghiera e azione.
I Missionari dei Poveri sono presenti nelle Filippine, in Giamaica, ad Haiti, in India, Indonesia, Kenya, Stati Uniti d'America, a Timor Est e in Uganda; la sede generalizia è nel Kingston, in Giamaica.
Alla fine del 2015 la congregazione contava 21 case e 366 religiosi, di cui 19 sacerdoti.